# Mercato a due parti
Un mercato a due parti, chiamato anche rete a due parti (in inglese two-sided market), è una piattaforma economica intermediaria avente due gruppi diversi di utenti che, interagendo, ottengono entrambi benefici di rete. L'organizzazione che crea valore, permettendo soprattutto interazioni dirette tra due (o più) tipi diversi di clienti affiliati, si chiama piattaforma a più parti (in inglese multi-sided platform, MSP).

## Esempi
I mercati a più parti possono essere trovati in molti settori, che si dividono l'ambiente economico con prodotti tradizionali e offerta di servizi. Alcuni esempi di mercati a più parti sono quelli delle carte di credito (formato da coloro che possiedono una carta e i commercianti); sistemi operativi (utilizzatori finali e sviluppatori); pagine gialle (inserzionisti e consumatori); console di videogiochi (giocatori e sviluppatori di giochi); siti di reclutamento (persone che cercano lavoro e agenzie di collocamento); motori di ricerca (inserzionisti e utenti); e reti di comunicazione, come Internet. Esempi di aziende conosciute che utilizzano mercati a due parti sono American Express (carte di credito), eBay (negozio online), Taobao (negozio online in Cina), Facebook (social network), LinkedIn (social network professionale), Mall of America (centro commerciale), Match.com (piattaforma di appuntamenti), AIESEC (associazione studentesca che aiuta i giovani talenti a trovare un posto in un'azienda), Monster.com (piattaforma di reclutamento), e Sony (console di giochi).
I benefici di ogni gruppo richiedono economie di scala. I consumatori, ad esempio, preferiscono le carte di credito privilegiate dai commercianti, mentre i commercianti preferiscono carte di credito utilizzate da più consumatori. I mercati a due parti sono particolarmente utili, inoltre, per analizzare questioni gallina/uovo, come quella della competizione tra VHS e Betamax. Infine,sono utili per spiegare molte strategie di free pricing e  "freemium", nelle quali un gruppo di utenti utilizza la piattaforma gratuitamente, così da attrarre l'altro gruppo.

## Generalità
I mercati a due parti rappresentano una rifinitura del concetto di economie di rete. Esistono sia economie di rete dallo stesso lato (same-side) sia dal lato opposto (cross-side), e ognuna di esse può essere positiva o negativa. Un esempio di economia di rete same-side positiva è la condivisione dei PDF da parte degli utenti finali o il contatto giocatore-giocatore nella PlayStation 3; un esempio di effetto same-side negativo accade quando c'è concorrenza tra fornitori durante un'asta online o per appuntamenti su Match.com. Il concetto di economie di rete è stato elaborato da Geoffrey G Parker e Marshall Van Alstyne per spiegare il comportamento nei mercati dei software e da Rochet e Tirole per spiegare il comportamento nei mercati delle carte di credito.
Le piattaforme a più parti esistono perché c'è bisogno di un intermediario per poter collegare entrambe le parti della piattaforma in modo più efficiente. Infatti, l'intermediario, minimizza i costi totali, ad esempio evitando duplicazioni o minimizzando i costi di transazione. Costui può rendere possibili alcuni scambi, che non accadrebbero altrimenti, e creare valore per entrambe le parti. Le piattaforme a due parti, giocando un ruolo da intermediari, producono un certo valore per entrambi gli utenti (parti) che sono interconnessi tramite esse, e perciò queste parti possono entrambe essere valutate come clienti (non come accade nella dicotomia tradizionale venditore-compratore).

## Caratteristiche strutturali
Un mercato a due parti ha in genere due gruppi distinti di utenti. I membri di almeno un gruppo espongono una preferenza per quanto riguarda il numero di utenti nell'altro gruppo; questi sono chiamati cross-side network effects. I membri di ogni gruppo possono anche avere preferenze riguardo al numero di utenti all’interno del proprio gruppo; questi sono chiamati same-side network effects. Gli effetti di rete cross-side sono generalmente positivi, ma possono essere anche negativi (come con le reazioni dei consumatori alla pubblicità). Gli effetti di rete same-side possono essere anch'essi positivi (ad es. il vantaggio derivante dallo scambio di videogiochi con più coetanei) o negativi (ad es. la volontà di escludere i diretti rivali da un mercato business-to-business online).
Ad esempio, nei marketplace come eBay o Taobao, compratori e venditori sono i due gruppi. I compratori preferiscono un elevato numero di venditori e, allo stesso tempo, i venditori preferiscono un elevato numero di compratori, in modo tale che i membri di ciascun gruppo possano facilmente trovare il loro corrispettivo partner commerciale nell’altro gruppo. Pertanto, il cross-side network effect è positivo. D'altra parte, un elevato numero di venditori implica una forte concorrenza tra i venditori. Dunque, il cross-side network effect è negativo. La Figura 1 illustra queste relazioni.

Figura 1: Cross-side e same-side network effects in un mercato a due parti.

Né i cross-side network effects, né i same-side network effects sono sufficienti per un'organizzazione per essere una piattaforma a più parti. Esaminando i supermercati tradizionali, è evidente che gli acquirenti preferiscono un numero maggiore di fornitori e una maggiore varietà di prodotti, mentre i fornitori preferiscono un numero più elevato di acquirenti. Tuttavia, un supermercato non si qualifica come una piattaforma a più parti perché non consente il contatto diretto tra acquirenti e fornitori. D'altra parte, tali effetti di rete non sono sufficienti affinché un'azienda venga considerata una piattaforma a più parti. Un esempio è la situazione in cui gli organizzatori di eventi di nicchia implementano un servizio di biglietteria gestito da un piccolo fornitore di biglietti on-line nei loro siti web. I consumatori si associano con il fornitore di biglietti on-line solo quando si recano sul loro sito web per acquistare il biglietto. Tuttavia, i cross-side network effects e i same-side network effects sono comuni nelle piattaforme a più parti.
Nei mercati a due parti, gli utenti di ciascuna parte richiedono in genere funzionalità molto diverse dalla loro piattaforma comune. Nelle reti di carte di credito, ad esempio, i consumatori richiedono un account unico, una tessera di plastica, l'accesso al servizio clienti telefonico, una bolletta mensile, ecc. I commercianti richiedono terminali per l'autorizzazione delle transazioni, procedure per l'invio delle spese e la ricezione del pagamento,adesivi che indicano che una carta è accettata, ecc. Dati questi diversi requisiti, i fornitori di piattaforme possono specializzarsi nel servire gli utenti su una sola parte di un mercato a due parti. Una caratteristica chiave dei mercati a due parti è rappresentata dalle nuove strategie di prezzo e dai modelli di business che vengono impiegati. Per attrarre un gruppo di utenti, lo sponsor della rete può sovvenzionare l'altro gruppo di utenti. Storicamente, ad esempio, il formato di documento portatile di Adobe (Portable Document Format) non ha avuto successo fino a quando Adobe non ha azzerato il prezzo per chi leggeva in formato PDF, aumentando in maniera sostanziale i costi per chi scriveva in PDF.
Nel mercato dei sistemi operativi per home computer, creato nei primi anni ottanta con l'introduzione dell'Apple Macintosh e del PC IBM, Microsoft ha deciso di ridurre drasticamente i Software development kit (SDK) per il suo sistema operativo, rispetto ai prezzi Apple in quel momento, abbassando la barriera all'ingresso nel mercato degli Home computer per le imprese di software. Ciò ha comportato un notevole aumento del numero di applicazioni sviluppate per home computer, con Microsoft Windows/IBM PC come sistema operativo/tipo di computer come combinazione di scelta sia per le aziende software che per gli utenti software.

## Concorrenza
A causa degli effetti di rete, le piattaforme di successo godono di rendimenti crescenti di scala. Gli utenti pagheranno di più per l'accesso a una rete più grande, quindi i margini miglioreranno man mano che le basi degli utenti cresceranno. Ciò separa le piattaforme di rete dalla maggior parte delle aziende tradizionali di produzione e servizi. Nelle aziende tradizionali, infatti, la crescita, oltre un certo punto, porta solitamente a rendimenti decrescenti: acquisire nuovi clienti diventa più difficile perché sempre meno persone trovano interessante la proposta di valore dell'impresa.
Alimentata dalla promessa di rendimenti crescenti, la concorrenza nelle industrie di rete a due parti può essere agguerrita. I leader della piattaforma possono sfruttare i margini più elevati per investire di più nella R&S o abbassarne i prezzi, eliminando i rivali più deboli. Di conseguenza, le industrie consolidate del mercato a due parti sono generalmente dominate da alcune piattaforme di grandi dimensioni, come nel caso del settore delle carte di credito. In situazioni estreme, come i sistemi operativi per PC, una singola azienda emerge come il vincitore, prendendo quasi tutto il mercato.

## Pricing
I gestori di piattaforme devono scegliere il prezzo giusto da addebitare a ciascun gruppo in una rete a due parti, e ignorare gli effetti di rete che possono portare ad errori. Nella figura 2, determinare un prezzo senza tenere conto degli effetti di rete, significa trovare prezzi che massimizzano le aree dei due rettangoli blu. Inizialmente, Adobe ha utilizzato questo approccio quando ha lanciato il PDF e ha fatto pagare per entrambi i software di lettura e scrittura.

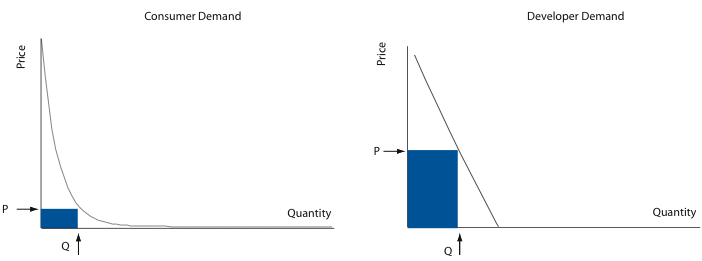
Figura 2: la logica dei prezzi tradizionale cerca il più grande rettangolo di entrate (prezzo × quantità) sotto ogni curva di domanda.

Nelle reti a due parti, tale logica dei prezzi può essere errata. Se le aziende tengono conto del fatto che l'adozione da una parte del network promuove l'adozione dall'altra parte, possono ottenere risultati migliori. Le curve di domanda non sono fisse: con effetti di rete cross-side positivi, le curve di domanda si spostano verso l'esterno in risposta alla crescita della base di utenti sull'altro lato della rete. Quando Adobe ha cambiato la sua strategia di determinazione dei prezzi e reso disponibile gratuitamente il suo software di lettura, i suoi manager hanno scoperto una regola chiave per la determinazione del prezzo della rete a due parti. Hanno sovvenzionato il lato più sensibile al prezzo, e hanno fatto pagare la parte la cui domanda aumentava più fortemente in risposta alla crescita dall'altra parte. Come illustrato nella figura 3, dare ai consumatori un lettore gratuito ha creato una domanda per chi scrive documenti, il "lato economico" del network.

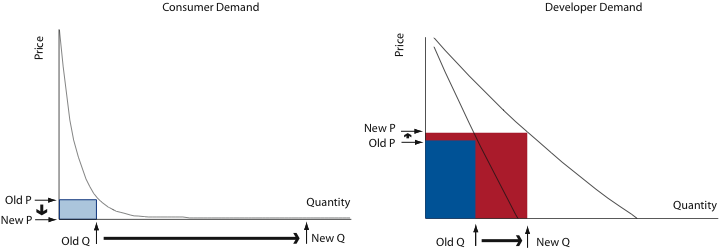
Figura 3: Finché le entrate ottenute (riquadro rosso) superano le entrate perse (riquadro blu chiaro), una strategia di sconto è redditizia. La sovvenzione modifica in gran parte la dimensione della rete.

Allo stesso modo, i produttori di giochi spesso sovvenzionano i giocatori e vendono le loro console con perdite consistenti (ad esempio, la PS3 di Sony ha perso 250 dollari per unità venduta) per inserirsi nel mercato e ricevere i diritti d’autore per le vendite del software della console di gioco.
D'altra parte, anche se le strategie a due parti (two-sides) di determinazione dei prezzi generalmente aumentano i profitti totali della piattaforma rispetto alle tradizionali strategie unilaterali, il valore finale effettivo della strategia di prezzo due parti dipende dalle caratteristiche del mercato e potrebbe non compensare i costi di implementazione. Ad esempio, i profitti di un fornitore di applicazioni aumentano con l'implementazione di una strategia di prezzo two-sides del fornitore di piattaforme, solo se l'applicazione è sovvenzionata dal fornitore. I fornitori di piattaforme dovrebbero inoltre essere più cauti quando il prodotto in omaggio presenta costi unitari apprezzabili, come nel caso di beni materiali. Free-PC ha incassato perdite di $ 80 milioni nel 1999 quando ha deciso di distribuire computer e accesso a Internet gratuitamente ai consumatori che accettavano di visualizzare gli annunci pubblicati via Internet che non potevano essere minimizzati o nascosti. Sfortunatamente, la disponibilità a pagare non si concretizza sul lato del denaro, poiché pochi operatori di mercato erano desiderosi di rivolgersi a consumatori che erano così attenti ai costi.

## Problemi strategici
Se costruire una rete più grande è una delle ragioni per sovvenzionare l'adozione, allora stimolare l'innovazione del valore aggiunto è l'altra. Si consideri, ad esempio, il valore di un sistema operativo senza applicazioni.  Mentre inizialmente Apple cercava di addebitare entrambi i lati del mercato, come Adobe ha fatto nella figura 2, Microsoft ha scoperto una seconda regola di prezzo: sovvenzionare coloro che aggiungono valore alla piattaforma. In questo contesto i consumatori, non gli sviluppatori, rappresentano la parte economica.

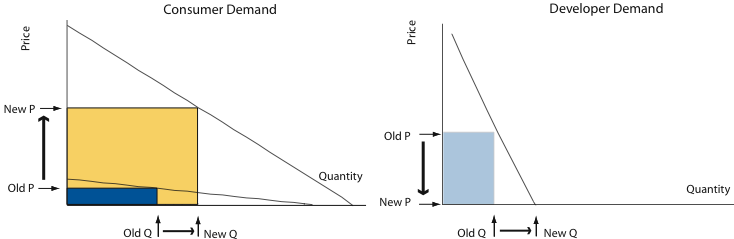
Figura 4: In questo mercato, i consumatori si preoccupano più dell'accesso che delle funzionalità critiche. L'effetto principale di un sussidio è modificare il valore della rete.

Quale mercato rappresenta il lato monetario e quale rappresenta il lato dei sussidi dipende dal compromesso tra i seguenti fattori: aumentare la dimensione della rete oppure aumentare il valore della rete. Regolare la dimensione porta ad una crescita dell'adozione alla rete da parte delle persone mentre la regolazione del valore permette di aumentarne il prezzo.
Sebbene siano state recentemente sviluppate in termini di teoria economica, le reti two-sides aiutano a spiegare molte battaglie classiche, ad esempio, Betamax vs VHS, Mac contro Windows, CBS vs RCA in TV a colori, American Express vs. Visa e, più recentemente Blu-ray vs HD DVD..
Nel caso della TV a colori, CBS e RCA offrirono formati rivali, ma inizialmente nessuno dei due guadagnò popolarità nel mercato. I telespettatori avevano poche ragioni per comprare costosi televisori a colori in assenza di programmazione di colori. Analogamente, gli emittenti (broadcasters) avevano poche ragioni per sviluppare programmi a colori se le famiglie non possedevano una TV a colori nelle loro case. RCA vinse la battaglia in due modi. Riempì il mercato con TV in bianco e nero a basso costo, che non erano compatibili con il formato CBS, ma solo con il proprio, RCA. Dopodiché, gli emittenti dovevano utilizzare il formato RCA per raggiungere i propri telespettatori. Inoltre, RCA sovvenzionò il Walt Disney's Wonderful World of Color, che diede ai consumatori la ragione per comprare la nuova tecnologia.

## Multihoming
Quando il mercato a due parti possiede più di una piattaforma concorrenziale, gli utenti associati a più di una di tali piattaforme si trovano in una situazione chiamata multihoming. Ciò si verifica, per esempio, nel caso in cui i consumatori hanno carte di credito da più di una rete bancaria o continuano ad usare computer che si basano su due diversi sistemi operativi. Tale condizione implica un aumento dei costi "homing", i quali includono tutte le spese di rete sostenute dagli utenti al fine di istituire e mantenere l'affiliazione alla piattaforma. I continui costi di affiliazione alla piattaforma dovrebbero essere distinti dai costi di transizione, i quali si riferiscono ai costi che si sostengono quando si abbandona una rete e se ne adotta un'altra.
Il loro valore per l'industria e per la legge antitrust deriva dal fatto che maggiori sono i costi multihoming, maggiore è la tendenza verso una concentrazione di mercato. Alti costi multihoming riducono, infatti, la disponibilità dell'utente a mantenere l'affiliazione con le reti concorrenziali che forniscono servizi similari.

## Il vincitore prende tutto
Attirate dalle ampie prospettive, le piattaforme possono provare a competere per essere il "vincitore che prende tutto" all'interno del mercato a due parti con forti economie di rete. Questo significa che una piattaforma aiuta il mercato di rete a maturare. Esempi includono VHS contro Betamax, Microsoft contro Netscape e il mercato dei DVD. Non tutti i mercati a due parti con una economia di rete forte e positiva, però, sono supportate da una singola piattaforma. I mercati devono avere alti costi multi-homing e simili bisogni dei consumatori.
Anche se il mercato ha delle caratteristiche che potrebbero condurlo ad essere dominato da una piattaforma, le imprese possono scegliere se cooperare oppure competere per essere il "vincitore che prende tutto". Per esempio, nel 1995 le imprese di DVD mettono insieme le loro tecnologie per creare il formato DVD.
Se il mercato è naturalmente supportato da una piattaforma monopolistica, la lotta tra le piattaforme in concorrenza può essere motivata dal desiderio di avere i profitti del futuro monopolio.

## Minaccia di accerchiamento
Poiché le piattaforme hanno frequentemente basi utenti che sono sovrapposte le une con le altre, non è insolito per una piattaforma essere accerchiata da un fornitore adiacente.
Di solito, questo succede quando una piattaforma subisce la concocorrenza di una piattaforma rivale che fornisce le stesse funzionalità ma è parte di un'unione di multipiattaforme. Se il lato del denaro intuisce che l'unione di multipiattaforme fornisce maggior valore ad un prezzo più basso, la piattaforma singola è in pericolo. Se non può ridurre il prezzo per il lato del denaro o aumentare il valore di una proposta, può provare a cambiare il modello di business o trovare un "bigger brother" come aiuto. L'ultima opzione quando ci si scontra con l'accerchiamento è di ricorrere a rimedi legali, dato che la legge antitrust per il mercato a due parti è ancora in discussione. Tuttavia, in molti casi un singolo business che si trova di fronte all'accerchiamento ha due scelte: vendersi al concorrente o uscire dal mercato.